# ریتا حایک
ریتا حایک (عربی: ريتا حايك؛ زادهٔ ۹ اکتبر ۱۹۸۷) هنرپیشه اهل لبنان است.
از فیلم‌ها یا برنامه‌های تلویزیونی که وی در آن نقش داشته‌است می‌توان به توهین اشاره کرد.
در سریال ( وین کنتی ) محصول لبنان به تقلید از عشق ممنوع ترکیه نقش اصلی را ایفا می کرد که در جهان عرب به پخش رسید . 

## فیلم‌شناسی
| سال  | عنوان           | عنوان اصلی  | نوع               |
| ---- | --------------- | ----------- | ----------------- |
| ۲۰۱۷ | پروندهٔ شماره ۲۳ | قضية رقم 23 | فیلم              |
| ۲۰۱۷ | کجا بودی        | وين كنتي    | مجموعه‌ی تلویزیونی |
| ۲۰۱۹ | ثانیه‌ها         | ثواني       | مجموعه‌ی تلویزیونی |